# Saicho
Saichō (最澄) (Sakamoto, 15 september 767 - 26 juni 822) (geboortenaam Hirono) was een Japanse, boeddhistische monnik die wordt beschouwd als de stichter van de Tendaischool. Hij heeft zijn leven gewijd aan de verspreiding van de Tendai-doctrine en het boeddhisme in het algemeen. Na zijn overlijden kreeg hij de postume titel Dengyō Daishi (Grootleraar Dengyo).

## Biografie
Saichō werd geboren in de provincie Ōmi, het huidige Ohtsu. Zijn vader, Mitsu no Bitomomoe, was een toegewijde boeddhist. Toen hij nog kinderloos was, beklom hij de berg Hiei, ten noordoosten van de huidige stad Kioto, om te bidden voor een zoon. Hij beloofde de goden dat hij zijn dank zou betuigen als ze zijn gebeden verhoorden. Toen hij te horen kreeg dat Saichō geboren zou worden, heeft hij een hut gebouwd aan de voet van de Hieiberg om de goden te eren.
Toen Saichō zeven jaar werd, ging hij naar een dorpsschool waar hij de vaardigheden leerde om ambtenaar te worden in de hoofdstad of in de provinciën. Op elfjarige leeftijd vertrok hij naar de lokale Kokubun-ji van de monnik Gyōhyō (722-729) in Ōmi om monnik te worden. Waarschijnlijk werd hij geïnspireerd door de passie van zijn vader, maar hij kan dit ook om economische redenen gedaan hebben. Zijn ouders waren simpele boeren en zouden zo een mond minder moeten voeden. Op dertienjarige leeftijd nam hij de religieuze naam Saichō aan.
Saichō heeft als leerling van Gyōhyō zijn interesse voor meditatie ontwikkeld. Toen hij negentien jaar werd, ging hij naar de tempel Tōdai-ji in Nara om ingewijd te worden als monnik. Drie maanden na zijn inwijding vertrok hij naar de berg Hiei.

### Een decennium op berg Hiei
Hij verbleef tien jaar lang op de berg Hiei om te mediteren en te studeren. Tijdens zijn verblijf las en kopieerde Saichō boeddhistische teksten, richtte hij een bibliotheek op, hield hij lezingen en realiseerde hij de Hienzan-ji, een tempel waar een gegraveerd beeld van Yakushi-ji Yakushi centraal stond. Zo kwam hij voor het eerst in contact met de T'ien T'ai-stroming, die later in Japan Tendai genoemd zou worden. Hij was onder de indruk van de niet discriminerende en universele aspecten van de T'ien-t'ai. Hij vond dat het een goede afwisseling zou zijn van de toen huidige steriele theologie van de toen zes Narasekten. Deze waren meer academisch gericht en de hoofdvakken die gepraktiseerd werden, waren magische rituelen. Deze moesten de geest verruimen voor studies en dienden soms om de aristocratie te imponeren. De aristocraten stonden ver van de dagelijkse toewijding die geschreven stonden in de Zhiyi Chih-i.
In 802 werd op verzoek van keizer Kanmu een Lotussoetra-vergadering gehouden. Saichō was de hoofdspreker. Er waren tien priesters van de Narasekten aanwezig. Op deze vergadering beloofde Kanmu aan Saichō dat hij naar China mocht gaan om de studies van de T'ien-t'ai uit eerste hand te leren. Hij moest daarna terugkeren om zijn verkregen kennis door te geven.

### Saichō’s reis naar China
Saichō wilde samen met Wake no Hiroyo, een ambtenaar wiens familie een sterke band had met de keizer, de eerste Tendaischool stichten. Omdat hij vond dat de Tendaiteksten in Japan veel vertaalfouten bevatten, wilde hij studenten naar China sturen om de leer rechtstreeks van Chinese meesters te leren. Hij ging zelf uiteindelijk voor een korte periode, omdat de keizer dit zo wilde.
In China bestudeerde hij verschillende boeddhistische stromingen. Het langst verbleef hij op de berg T'ien T'ai waar hij in de T'ien T'ai-doctrine onderwezen werd door meester Tao-Sui. Hij kwam ook in aanraking met het esoterisch boeddhisme, maar dit bestudeerde hij minder grondig dan T'ien T'ai.
Het eigenlijke doel van Saichō's reis was om accurate werken over de T'ien Tai-doctrine te verkrijgen. Een deel van zijn verblijf in China bestond uit het kopiëren van werken. Plaatselijke monniken hielpen hem daarbij. In totaal bracht hij zo'n 120 werken naar Japan, waarvan twaalf over het esoterisch boeddhisme.
Toen Saichō zijn doel bereikt had en terug wilde keren naar Japan, vernam hij dat het schip waarop hij zou reizen pas 1,5 maand later zou vertrekken. De tussentijd spendeerde hij aan het bestuderen van het esoterisch boeddhisme waar hij slechts een geringe kennis over had. Op de negentiende dag van vijfde maand in het jaar 805 vertrok zijn boot vanuit Ming-chou. Hij arriveerde in Japan op de vijfde dag van de zesde maand na een verblijf in China van acht en een halve maand.

### Terugkeer naar Japan

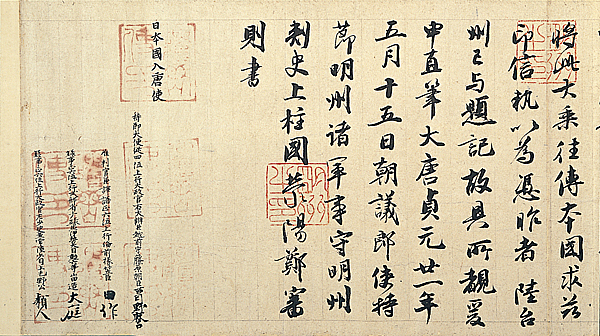
Bibliografie werken uit China.

Terwijl Saichō in China was, kreeg het Japanse hof steeds meer interesse in Tendai. Toen hij aankwam in Japan maakte hij een bibliografie van de werken en soetra's die hij had meegebracht. Het hof liet ze kopiëren en verdeelde ze over de zeven grootste tempels van Nara.
Het bleek na een tijdje dat keizer Kanmu zich meer interesseerde in het esoterisch boeddhisme dan in de Tendai-leer die Saichō oorspronkelijk moest gaan bestuderen. De reden hiervoor was dat Kanmu al enkele maanden ziek was. Hij liet monniken inwijden, tempels bouwen en rituelen uitvoeren opdat hij spoedig zou genezen. Saichō's esoterisch boeddhisme bevatte verschillende rituelen die ook voor dit doel gebruikt konden worden. Ten tweede was het esoterisch boeddhisme de meest recent ingevoerde tak van het boeddhisme. Kanmu vond dat de kleurrijke rituelen perfect bij de nieuwe hoofdstad Kioto pasten.

### Stichting Tendaischool
De gezondheid van keizer Kanmu ging snel achteruit. Als Saichō zijn toekomst wilde verzekeren en de Tendaischool wilde stichten, zou hij actie moeten ondernemen. Er was een hevige dominantie strijd aan de gang tussen de al bestaande scholen, voornamelijk tussen die van de Hossō. en de Sanron Om Tendai ook een kans te geven, verminderde de keizer het aantal toegelaten ingewijden van deze twee scholen. Zo mocht de Tendaischool in het jaar 805 twee wijdelingen toewijzen. De school werd gebouwd op de Hieiberg.
De studenten werden, afhankelijk van de studierichting die ze kozen, in twee categorieën verdeeld. De eerste studierichting werd Shanagō genoemd, dit was de esoterische studierichting. De tweede, Shikangō, was de meditatie studierichting gebaseerd op Tendai.
Op de zeventiende dag van de derde maand in het jaar 806 stierf Kanmu. Saichō verloor zo zijn belangrijkste medestander. Na het overlijden van Kanmu's is Saichō's naam gedurende enkele jaren bijna niet in het historisch archief terug te vinden. Hoewel de nieuwe keizer Heizei Saichō al had bijgestaan, onder meer in zijn reis naar China, deed hij gedurende zijn hele regeerperiode niets om hem te helpen. De reden hiervoor waren waarschijnlijk de financiële besparingsplannen die Kanmu net voor zijn dood invoerde. Kanmu stopte de constructie van de nieuwe hoofdstad en de plannen voor het voeren van militaire campagnes. Deze besparingen resulteerde onder het beleid van Heizei in het staken van bouwprojecten in verschillende tempels en het opeisen van landerijen die gecontroleerd werden door tempels.
In het jaar 809 deed Heizei troonsafstand en werd hij opgevolgd door keizer Saga. Saga's houding tegenover boeddhisme was veel positiever. Hij verkoos Saichō en de Tendai niet boven de andere scholen, maar deed wel zijn best om rechtvaardig de onderlinge conflicten op te lossen. Omdat Saichō onder het bewind van Heizei geen recht kreeg op wijdelingen, kreeg hij in het jaar 810 acht wijdelingen om dat te compenseren. Dit had grote gevolgen, want het hof kreeg opnieuw interesse in de Tendaischool. De financiële steun die hij kreeg, gaf Saichō de kans om zijn plannen met de Tendaischool uit te breiden en de berg Hiei werd al snel een plaats vol activiteit.

### Relatie met Kūkai

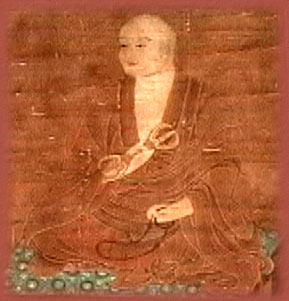
Portret van Kūkai

De Tendai-studierichting invullen was geen probleem voor Saichō, de echte moeilijkheid lag in het opstellen van het esoterisch programma. Saichō's kennis van het esoterisch boeddhisme was niet zo uitgebreid dat hij er een degelijk studieprogramma voor kon samenstellen. Toch, omdat keizer Kanmu er zo'n aanhanger van was, liet hij de helft van zijn studenten deze richting volgen. Zijn onbekwaamheid kwam pas echt aan het licht toen Kūkai terugkeerde uit China.
Kūkai was een Japanse monnik die naar China gestuurd werd om daar twintig jaar lang het esoterisch boeddhisme te bestuderen. Na twee en een half jaar kwam hij echter al terug. Hij had al die tijd gestudeerd in Chang'an, het centrum van het esoterisch boeddhisme en had dus een veel grondigere opleiding gekregen dan Saichō. Aangezien het hof zich vooral interesseerde in Saichō's kennis over het esoterisch boeddhisme, was de komst van Kūkai een grote bedreiging.
Kūkai en Saichō hadden elkaar waarschijnlijk al ontmoet toen ze wachtten om naar China te vertrekken. Ze kwamen elkaar kort na Kūkai's terugkomst weer tegen. Saichō was heel erg geïnteresseerd in de vele esoterische werken die Kūkai verzameld had en stuurde hem regelmatig brieven met het verzoek ze te mogen bestuderen. Kūkai van zijn kant vroeg hem om informatie over de Tendai-doctrine.
Na enkele meningsverschillen, waaronder een conflict over het door Kūkai niet willen uitlenen van teksten en het overlopen van Taihan, een van Saichō's bekwaamste studenten, kwam er een einde aan hun vriendschap. Hiermee verdween Saichō's hoop om het esoterische boeddhisme volledig te beheersen.

### Laatste levensjaren
Gedurende de periode waarin Saichō het esoterisch boeddhisme bestudeerde, verliet meer dan de helft van zijn studenten de Hieiberg. Een deel ging studeren aan de Hōssoschool, anderen gingen in de leer bij Kūkai of keerden terug naar hun ouderlijk huis. Stilaan werd duidelijk dat Saichō meer van zijn studenten op Hiei moest houden als hij wilde dat Tendai zou blijven voortbestaan. Gedurende de laatste vijf of zes jaren van zijn leven streefde hij er naar de plaats van Tendai binnen het Japanse boeddhisme te verzekeren. In deze periode schreef hij het merendeel van zijn belangrijkste werken.

## Indeling van Tendai volgens Saichō

### Lotussoetra
In China studeerde Saichō de Tiantai-leer, die was opgesteld door Chih'I (538-597). Chih'I legde de nadruk op het belang om alle verschillende boeddhistische filosofieën in China te verenigen en zag de leer van de Lotussoetra als het ideale middel om dit te bewerkstelligen. De Lotussoetra is dus zeer prominent aanwezig in de Tendaifilosofie. Het belangrijkste element in de Lotussoetra is het concept dat alle dingen voor een deel Boeddha zijn, een zogenaamde Boeddha-natuur bezitten (tathagata-garbha). Chih'I merkte op dat andere scholen dit allemaal op een andere manier uitdrukten, maar dat er tussen de scholen niet echt een contradictie is.

### Het absolute en het tijdelijke
Een tweede belangrijk onderdeel van de Tendai-leer is de eenheid van het absolute en het tijdelijke. Het concept van de drie waarheden in één waarheid. Alle dingen zijn leeg, ze ontstaan in afhankelijkheid, maar tegelijk hebben ze een tijdelijk zijn. Dus, alle dingen zijn zowel leeg als bestaande. De Tendai-leer verwijst naar dit moeilijk te vatten concept als de waarheid van de middelste weg. Een hoofddoel voor Tendai-aanhangers is om via door grote meesters uitgebrachte methodes experimentele bevattenis te verkrijgen over de waarheid van de middelste weg. Shikanmeditatie is hier een voorbeeld van.

### Ichinen Sanzen
Een derde principe van de Tendaischool is dat van Ichinen Sanzen; 'Drieduizend inzichten in één moment'. Dit is een essentieel inzicht voor het begrijpen van de rol van het individu in het leven van de wereld. Hiermee wordt bedoeld dat in ons gedachtenproces elk moment zich drieduizend afzonderlijke fenomenen voordoen. Onze gedachten verspreiden zich van het centrum van ons zijn en beïnvloeden andere wezenlijke entiteiten, de wereld en de kosmos. Dus, een gedachte beïnvloedt niet enkel de individuele bedenker er van, maar wordt een onderdeel van een grotere kracht die de samenleving en het universum beïnvloedt. Een gedachte kan conflicten veroorzaken of net rust en de vrede van Boeddha laten neerdalen. Ook belangrijk is de leer van Ichigu wo Terasu (verlicht een hoekje van de wereld) zoals ze is uitgebracht door Saichō zelf. Dit is een verbintenis tot intensief boeddhisme. Dat je anderen zal ondersteunen als was het jezelf. We geven onszelf, onze tijd en onze bezittingen voor het welzijn van anderen. Dit is niet gewoon een uiting van maatschappelijke verantwoordelijkheid, het is een actieve uitdrukking van de aard van spirituele bewerkstelliging en de aardse rol van onze wereldlijke acties in de manifestatie van de dharma.

### Bodhisattva
Ten slotte houdt de Tendaileer ook het bodhisattva-ideaal in. Door deze morele principes, zowel als kloosterling als niet- kloosterling, toe te passen, kan men anderen helpen. De verlichting (Boddhichitta) bereiken is een doel voor allen op het bodhisattvapad.

## De eigenlijke betekenis van de Tendai volgens Saichō
De Tendai-doctrine zorgde ervoor dat Japanse boeddhisten boeddhisme konden combineren met het Shintoïsme. De grote moeilijkheid om deze twee te combineren was dat er enerzijds het uitgebreide Shintopantheon van kami was en aan de andere kant de boeddhistische doctrine dat iemand zich niet moet bezighouden met religieuze diensten, op de zoektocht naar verlichting na. De Tendaimonniken argumenteerden simpelweg dat de kami afspiegelingen zijn van de waarheid van de universele Boeddha's die naar de wereld kwamen om de mensheid te onderwijzen. Dus zijn ze eigenlijk het equivalent van Boeddha's. Terwijl de Boeddha's de mogelijkheid van verlichting bereiken door de inspanningen in vele levens en toewijding aan dharma representeren, worden de kami beschouwd als manifeste representaties van het universele Boeddha zijn. De kami die in het shintoïsme als gewelddadig of 'menshatend' worden beschouwd, worden bekeken als bovennatuurlijke entiteiten die de boeddhistische wet verwerpen en geen verlichting bereikten. Ze zijn gewelddadig en slecht. Het fundamentele element in boeddhisme is (zoals hierboven al vermeld) dat men alle wereldlijke dingen en wensen moet wegwerken teneinde de verlichting te bereiken. Dit veroorzaakte een conflict met de cultuur van elke samenleving waarin boeddhisme werd geïntroduceerd. Als je alle wereldlijke pleziertjes moet zien weg te werken, betekent dit namelijk ook dat je verwezenlijkingen als poëzie, literatuur en visuele kunsten moet laten vallen. Door te verklaren dat de ideale wereld der ideeën niet verschilt van dharma, kon de Tendai-doctrine schoonheid en kunsten verweven met boeddhistische leerstellingen. Poëzie, wat in Japan zeker een zonde zou zijn geweest om te laten vallen, kon in de Tendai-doctrine nu net wél leiden tot verlichting. Contemplatie in de poëzie, vooropgesteld dat het wordt gedaan in de context van de Tendai-doctrine, is simpelweg contemplatie van dharma. Hetzelfde kan gezegd worden over elke andere vorm van kunst. Dus is mogelijk om kunst te creëren die overeenkomt met boeddhisme.

## Tendaischolen

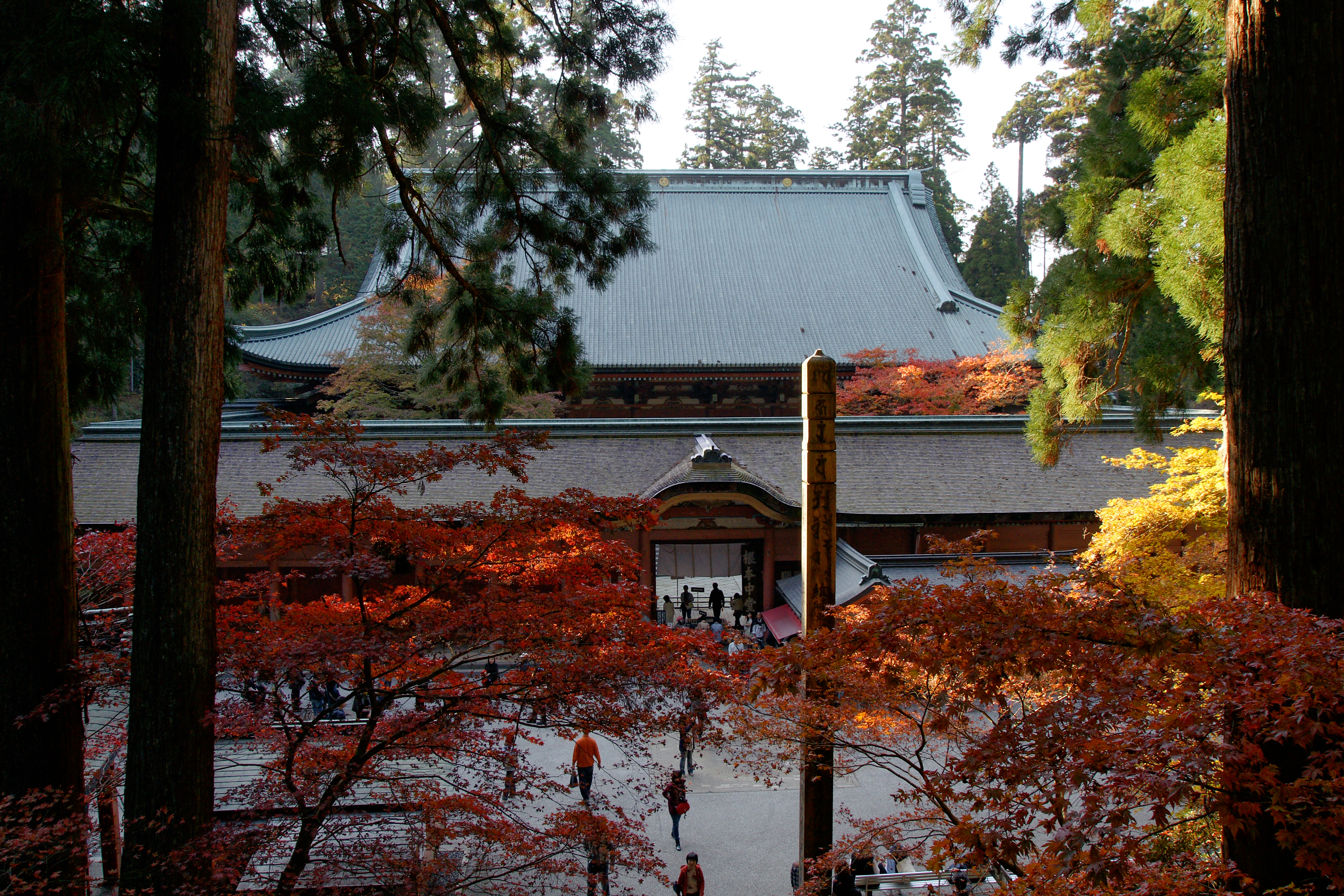
Blik op tempel Konpon Chudō, onderdeel van het tempelcomplex Enryaku op de berg Hiei.

De belangrijkste scholen van het 'Nieuwe Kamakura-boeddhisme', die ontstaan vanuit een gevoel van ontevredenheid met de bestaande boeddhistische orde, zullen telkens vooral een van de vier pijlers van het Tendai-boeddhisme gaan benadrukken. Opvallend is dat ook alle grote stichters hun carrière begonnen als Tendaimonnik. Twee andere, erg belangrijke vroege ontwikkelingen binnen de Tendaischool, die het Japanse boeddhisme sterk zouden gaan beïnvloeden, zijn de verspreiding van het Zuiver Land-boeddhisme en de ontwikkeling van het hongaku-idee. Hongaku (本覚) of 'inherente verlichting' is een verdere uitwerking van het Tathāgatagarbha-idee die binnen het Mahāyāna boeddhisme ontstond. Centraal in de Mahayana-ideologie is het idee van de bodhisattva: ieder mens kan de staat van verlichting bereiken. Het belangrijkste onderscheid tussen de continentale en Japanse interpretatie is dat het Chinese boeddhisme 'inherente verlichting' ziet als iets wat door religieuze praktijk bereikt kan worden. Met andere woorden, iedereen bezit het potentieel om een boeddha te worden, maar of men dat realiseert, hangt af van een ieders inspanningen. In Japan wordt 'inherente verlichting' mettertijd als de essentiële natuur van alles gezien en vervalt het onderscheid tussen boeddha en mens, namelijk de mens is boeddha. Het is precies op dit punt dat Dōgen de vraag stelt naar de noodzaak van religieuze praktijk die zich op shigaku of 'verworven verlichting' richt.
Na de dood van Saichō kwam het tot verschillende breuken in de Tendai-gemeenschap. Eerst was er het dispuut over de opvolging door Gishin, die in het nadeel van Enchō was, later kwam het tot de beruchte strijd tussen de erfgenamen van Ennin (794-864) en Enchin (814-891). De strijd tussen beide groepen werd zo hevig dat de Enchin-groep in 993 wegtrok uit de Enryaku-ji en zich permanent ging vestigen in de Onjō-ji of Miidera-ji, waar Enchin bij zijn terugkeer uit China een eigen centrum voor de studie van het esoterisme had opgericht.
In 1571 maakte Oda Nobunaga de Enryaku-ji vrijwel in zijn geheel met de grond gelijk en brak daardoor uiteindelijk voorgoed de macht die de Tendaischool gedurende de voorgaande eeuwen had vergaard. Een deel van de tempels werd heropgebouwd en in de Edoperiode kon Tendai zich enigszins herstellen, hoewel ze nooit meer de grandeur en het prestige van vroegere tijden genoot. In 1989 waren er ongeveer 4.300 Tendaitempels, 20.000 monniken en tempelpersoneel en drie miljoen leden onder leken.